# Aydın Büyükşehir Belediyespor
Aydın Büyükşehir Belediyespor es el departamento de voleibol femenino de Aydın Büyükşehir Belediyespor, fundado en Aydin, Turquía en el año 2014. El equipo juega sus partidos locales en la sala Mimar Sinan Spor Salonu en Aydin.

## Honores

### Competencias internacionales
- CEV Challenge Cup
  - Subcampeones (1): 2019[4]